# Fernpilot

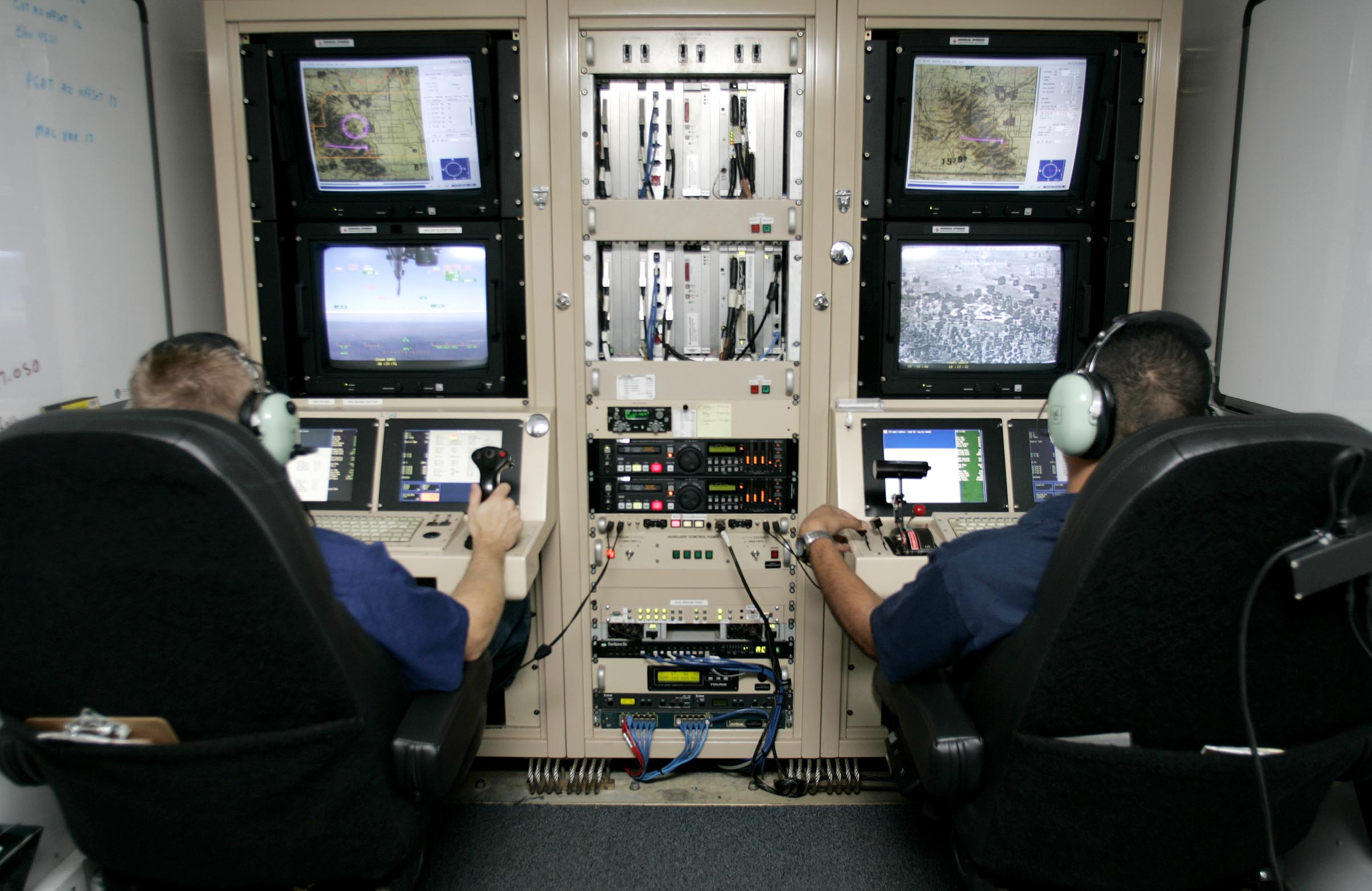
Fernpiloten bei der Grenzüberwachung mit unbemannten Luftfahrzeugen, die mit Videokameras und Datenübertragung ausgestattet sind (U.S. Customs and Border Protection)

Fernpilot (Drohnenpilot) ist ein Fahrzeugführer, der ein unbemanntes Luftfahrzeug per Telemetrie steuert.
Die Aufgaben umfassen unter anderem die Verantwortung für den Flugbetrieb (beispielsweise Kursüberwachung, Luftraumbeobachtung, die Überwachung des Flugbetriebs per Sichtverbindung (VLOS), die meteorologischen Bedingungen, die Minimierung von Luft- und Bodenrisiken), den technischen Zustand des Fluggeräts einschließlich ausreichender technischer Energiequellen, und Good Airmanship sowie der Rechtsnormen (beispielsweise Kollisionsverhütung, Maximalflughöhen).

## EU-Fernpilotenausbildung
Seit 2019 ist ein Kompetenznachweis, umgangssprachlich EU-Drohnenführerschein, in Ländern der Europäischen Union zum Steuern von Multicoptern erforderlich (ausgenommen Fahrzeuge, die unter die EU-Spielzeugverordnung fallen). Es gibt zahlreiche Klassen, je nach Fahrzeugtyp (Gewicht) und Einsatzgebiet.
In Deutschland wird der Nachweis vom Luftfahrt-Bundesamt ausgestellt, in Österreich erfolgt dies durch Austro Control. In der Schweiz, die am 1. Januar 2023 die Regelungen der EU übernommen hat, ist dafür das Bundesamt für Zivilluftfahrt zuständig.

### Kompetenznachweis A1/A3

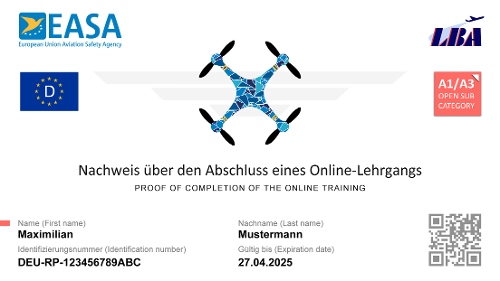
Kompetenznachweis A1/A3

Für die offenen Kategorien A1 und A3 ist das Ablegen eines Onlinetrainingskurs mit anschließender Online-Prüfung bei einer nationalen Luftfahrtbehörde notwendig. Dabei sind 40 Multiple-Choice-Fragen in 45 Minuten zu beantworten, mindestens 75 % müssen zum Bestehen korrekt beantwortet werden,

### Fernpiloten-Zeugnis A2

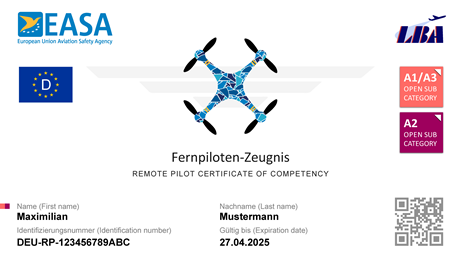
Fernpiloten-Zeugnis A2

Um in Betriebskategorie A2 zu fliegen, ist das Fernpiloten-Zeugnis A2 erforderlich. Dieses kann bei benannten Stellen (PStF) der Luftfahrtbehörden erworben werden. Voraussetzung dafür sind der Besitz Kompetenznachweises A1/A3 sowie den Abschluss eines praktischen Selbststudiums. Die Prüfung besteht aus 30 Multiple-Choice-Fragen, auch hier sind mindestens 75 % der Fragen korrekt zu beantworten.

### Fernpiloten-Zeugnis STS
Seit dem 1. Januar 2024 ist der vereinfachte Betrieb in sogenannten Standardszenarien (STS-01, STS-02) der speziellen Kategorie möglich. Für den Betrieb in diesen Szenarien sowie auch als Grundlagenausbildung für die spezielle Kategorie ist die STS-Ausbildung notwendig. Diese gliedert sich in eine theoretische und praktische Ausbildung. Voraussetzung für die theoretische Ausbildung ist ebenfalls der Vorbesitz des Kompetenznachweises A1/A3. Ausbildung und Prüfung finden auch hier bei den benannten Stellen statt. Des Weiteren ist eine praktische Ausbildung  bei einer anerkannten Prüfstelle (PStF-P) notwendig.

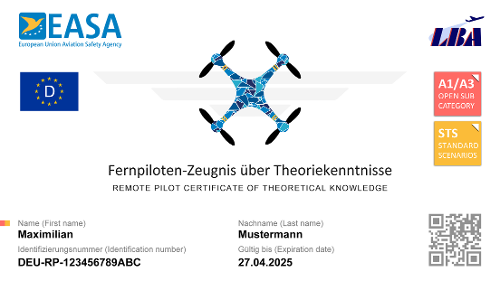
Kompetenznachweis A1 A3 und Fernpilotenzeugnis STS

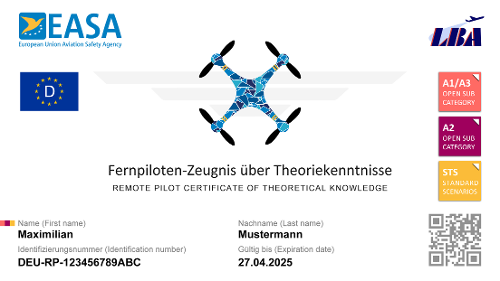
Fernpilotenzeugnis A2 und STS